# Tirreno-Adriatico 2005
De Tirreno-Adriatico 2005 was een wielerwedstrijd die van 9 tot en met 15 maart 2005 werd gehouden in Italië. De wedstrijd werd gewonnen door de Spanjaard Óscar Freire. De Italiaan Alessandro Petacchi werd tweede en de Duitser Danilo Hondo completeerde het podium. Titelverdediger was de Italiaan Paolo Bettini.

## Uitslagen

### 1e etappe
| Civitavecchia – Civitavecchia (160 km) |                     |                       |          |
| Plaats                                 | Naam                | Ploeg                 | Tijd     |
| Winnaar                                | Alessandro Petacchi | Fassa Bortolo         | 4u25'35" |
| 2                                      | Bernhard Eisel      | La Française des Jeux | z.t.     |
| 3                                      | Robbie McEwen       | Davitamon-Lotto       | z.t.     |

### 2e etappe
| Civitavecchia – Tivoli (181 km) |                  |                       |          |
| Plaats                          | Naam             | Ploeg                 | Tijd     |
| Winnaar                         | Óscar Freire     | Rabobank              | 4u45'36" |
| 2                               | Ángel Vicioso    | Liberty Seguros-Würth | z.t.     |
| 3                               | Laurent Brochard | Bouygues Télécom      | z.t.     |

### 3e etappe
| Tivoli – Torricella (228 km) |                  |                   |          |
| Plaats                       | Naam             | Ploeg             | Tijd     |
| Winnaar                      | Óscar Freire     | Rabobank          | 5u52'07" |
| 2                            | Laurent Brochard | Bouygues Télécom  | z.t.     |
| 3                            | Danilo Hondo     | Team Gerolsteiner | z.t.     |

### 4e etappe
| Teramo – Servigliano (160 km) |                |                        |          |
| Plaats                        | Naam           | Ploeg                  | Tijd     |
| Winnaar                       | Óscar Freire   | Rabobank               | 4u53'27" |
| 2                             | Danilo Hondo   | Team Gerolsteiner      | z.t.     |
| 3                             | Fabrizio Guidi | Phonak Hearing Systems | z.t.     |

### 5e etappe
| Saltara – Saltara (170,4 km) |                |                   |          |
| Plaats                       | Naam           | Ploeg             | Tijd     |
| Winnaar                      | Servais Knaven | Quick Step        | 4u22'42" |
| 2                            | Andrea Peron   | Team CSC          | +00'17"  |
| 3                            | Pavel Padrnos  | Discovery Channel | z.t.     |

### 6e etappe
| Civitanova Marche – Civitanova Marche (164 km) |                     |                 |          |
| Plaats                                         | Naam                | Ploeg           | Tijd     |
| Winnaar                                        | Alessandro Petacchi | Fassa Bortolo   | 3u53'40" |
| 2                                              | Óscar Freire        | Rabobank        | z.t.     |
| 3                                              | Robbie McEwen       | Davitamon-Lotto | z.t.     |

### 7e etappe
| San Benedetto del Tronto – San Benedetto del Tronto (164 km) |                     |                   |          |
| Plaats                                                       | Naam                | Ploeg             | Tijd     |
| Winnaar                                                      | Alessandro Petacchi | Fassa Bortolo     | 4u23'22" |
| 2                                                            | Mario Cipollini     | Liquigas          | z.t.     |
| 3                                                            | Danilo Hondo        | Team Gerolsteiner | z.t.     |

## Eindklassementen
| Algemeen klassement |                     |                        |           |
| Plaats              | Naam                | Ploeg                  | Tijd      |
| Blauwe trui         | Óscar Freire        | Rabobank               | 32u37'19" |
| 2                   | Alessandro Petacchi | Fassa Bortolo          | +00'09"   |
| 3                   | Fabrizio Guidi      | Phonak Hearing Systems | +00'25"   |
| 4                   | Danilo Hondo        | Team Gerolsteiner      | z.t.      |
| 5                   | Laurent Brochard    | Bouygues Télécom       | +00'33"   |
| 6                   | George Hincapie     | Discovery Channel      | +00'36"   |
| 7                   | Ángel Vicioso       | Liberty Seguros-Würth  | +00'37"   |
| 8                   | Markus Zberg        | Team Gerolsteiner      | +00'40"   |
| 9                   | Patrice Halgand     | Crédit Agricole        | z.t.      |
| 10                  | Andreas Klier       | T-Mobile Team          | +00'42"   |

| Puntenklassement |                     |                        |        |
| Plaats           | Naam                | Ploeg                  | Punten |
| Groene trui      | Óscar Freire        | Rabobank               | 67     |
| 2                | Alessandro Petacchi | Fassa Bortolo          | 56     |
| 3                | Fabrizio Guidi      | Phonak Hearing Systems | 46     |

| Bergklassement |                    |                       |        |
| Plaats         | Naam               | Ploeg                 | Punten |
| Rode trui      | José Luis Carrasco | Illes Balears-Caisse  | 21     |
| 2              | Alexandr Kolobnev  | Rabobank              | 13     |
| 3              | Sérgio Paulinho    | Liberty Seguros-Würth | 11     |

| Ploegenklassement |                           |           |
| Plaats            | Ploeg                     | Tijd      |
|                   | Ceramica Panaria-Navigare | 97u54'06" |
| 2                 | T-Mobile Team             | z.t.      |
| 3                 | Liberty Seguros-Würth     | +00'09"   |

1966 · 1967 · 1968 · 1969 · 1970 · 1971 · 1972 · 1973 · 1974 · 1975 · 1976 · 1977 · 1978 · 1979 · 1980 · 1981 · 1982 · 1983 · 1984 · 1985 · 1986 · 1987 · 1988 · 1989 · 1990 · 1991 · 1992 · 1993 · 1994 · 1995 · 1996 · 1997 · 1998 · 1999 · 2000 · 2001 · 2002 · 2003 · 2004 · 2005 · 2006 · 2007 · 2008 · 2009 · 2010 · 2011 · 2012 · 2013 · 2014 · 2015 · 2016 · 2017 · 2018 · 2019 · 2020 · 2021 · 2022 · 2023 · 2024· 2025
 Parijs-Nice · 
 Tirreno-Adriatico · 
 Milaan-San Remo · 
 Ronde van Vlaanderen · 
 Gent-Wevelgem · 
 Ronde van het Baskenland · 
 Parijs-Roubaix · 
 Amstel Gold Race · 
 Waalse Pijl · 
 Luik-Bastenaken-Luik · 
 Ronde van Romandië · 
 Ronde van Catalonië · 
 Ronde van Italië · 
 Critérium du Dauphiné Libéré · 
 Ronde van Zwitserland · 
 Ploegentijdrit Eindhoven · 
 Ronde van Frankrijk · 
 HEW-Cyclassics-Cup · 
  ENECO Tour · 
 Clásica San Sebastián · 
 Ronde van Duitsland · 
 Ronde van Spanje · 
 GP Ouest-France-Plouay · 
 Ronde van Polen · 
 Kampioenschap van Zürich · 
 Parijs-Tours · 
 Ronde van Lombardije